# Blankenfelde
Blankenfelde är en ortsteil i staden Blankenfelde-Mahlow i Landkreis Teltow-Fläming i förbundslandet Brandenburg i Tyskland. Blankenfelde var en kommun fram till den 26 oktober 2003 när den uppgick i Blankenfelde-Mahlow. Blankenfelde hade 8 149 invånare 1996.